# Balthasar Wurer
Balthasar Wurer (* 1513 in Schömberg; † 9. Februar 1606 in Konstanz) war Weihbischof von Konstanz, damals einem der größten Bistümer des Reichs, das weite Teile des heutigen Baden-Württemberg und der Schweiz umfasste.

## Leben
Wurer wuchs in Schömberg im heutigen Zollernalbkreis auf und ging dort zur Schule. 
Ab Mai 1540 studierte er in Freiburg im Breisgau als Stipendiat des Collegium Sapientiae für bedürftige Studenten an der Universität Freiburg. Dort wurde er 1543 Magister und 1545 Lektor der Dialektik. Nach seiner Priesterweihe 1547 war Wurer von 1548 bis 1549 Dekan der Artistenfakultät, von 1549 bis 1551 Lektor in Speyer und danach als Pfarrer von 1551 bis 1559 in Scheer und anschließend bis 1574 in Überlingen tätig.
Am 28. Juli 1574 erlangte Wurer von Papst Gregor XIII. das Titularbistum Askalon, wurde Weihbischof des Bistums Konstanz, erhielt die Verleihung einer Domherrenpfründe durch das Domkapitel und wurde anschließend 1576 zum Domkapitel zugelassen.
Von 1592 bis 1598 leitete er gemeinsam mit dem Generalvikar Johann Pistorius Verhandlungen über die Abgrenzung zwischen der weltlichen und geistlichen Jurisdiktion in Luzern. Die Verhandlungen waren jedoch die Grundlage für die Einigung 1605.
Wurer stellte sein Amt als Weihbischof 1598 aus Altersgründen zur Verfügung.
Am 6. Februar 1606 verstarb Wurer im Alter von 93 Jahren in Konstanz. Er wurde im Konstanzer Münster neben der Kanzel beigesetzt. Die Grabplatte wurde bei der letzten großen Renovation des Münsters entfernt.

## Wirken
Wurer war beliebt und galt als tatkräftiger Pfarrer. Dies ebnete ihm den Weg von Scheer über Überlingen bis zum Weihbischof in Konstanz.
Wurer war kirchenpolitisch sehr aktiv, was von seinem Vorgesetzten Kardinalbischof Markus Sittikus von Hohenems und Domkapitel wenig gefördert wurde. Sittikus war ein Adliger aus Vorarlberg und der Neffe des amtierenden Papsts. Daher arbeitete Wurer eng mit den päpstlichen Nuntien Bartolomeo Portia und Giovanni Francesco Bonomi in der Schweiz zusammen. Unter anderem setzte er sich für die Bekämpfung des Priesterkonkubinat und die Umsetzung der Reformen aus dem Konzil von Trient sowie der Restitution der geistlichen Autorität der Konstanzer Bischöfe in den katholischen Orten insbesondere der Zentralschweiz ein. Er förderte Jesuiten und Kapuziner und erhoffte sich dadurch eine Verbesserung der Priesterbeziehungen.